# Uniprocessor
Uniprocessor betecknar en dator med endast en CPU. En miniräknare, ett digitalur, tvättmaskiner, mikrovågsugnar och liknande apparater brukar vara utrustade med ett styrsystem som bygger på en uniprocessor.